# توني فيسكونتي
توني فيسكونتي (بالإنجليزية: Tony Visconti )‏ (و. 1944  م) هو مغني، وموسيقي، وعازف بيانو، ومنتج أسطوانات، وملحن، ومنتج بضائع أمريكي، ولد في بروكلين، يستخدم آلات قيثارة، وغيتار البيس، وبيانو.

## روابط خارجية
- توني فيسكونتي على موقع IMDb (الإنجليزية)
- توني فيسكونتي على موقع ميوزك برينز (الإنجليزية)
- توني فيسكونتي على موقع إن إن دي بي (الإنجليزية)
- توني فيسكونتي على موقع أول ميوزيك (الإنجليزية)
- توني فيسكونتي على موقع ديسكوغز (الإنجليزية)
- توني فيسكونتي على موقع قاعدة بيانات الفيلم (الإنجليزية)